# Monte (bioma)

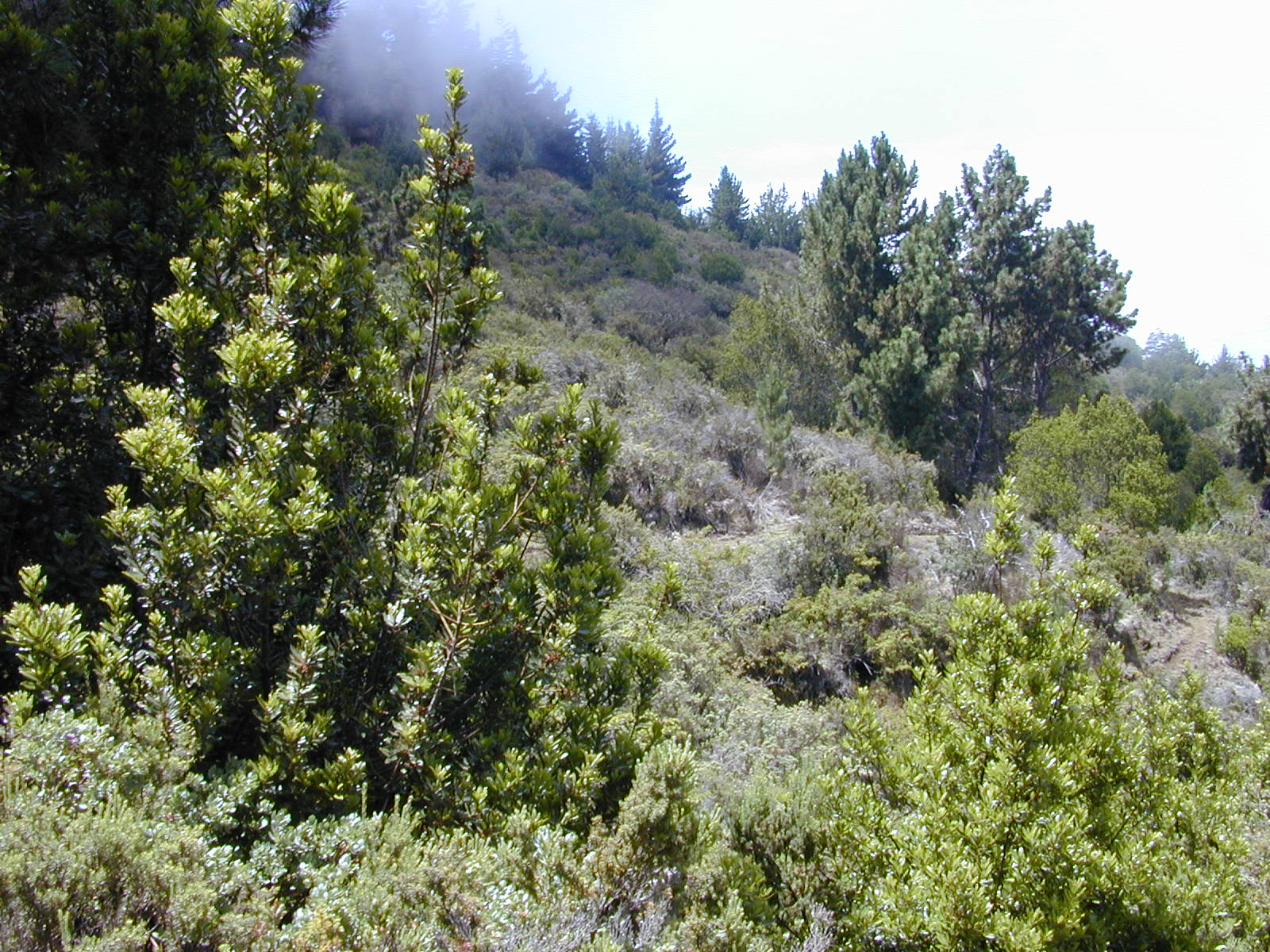
Un monte de arbustos en Maui, Hawaii.

El monte (del latín mons y montis), desde el punto de vista biogeográfico, es un terreno no urbano y sin cultivar en el que hay vegetación. Esta vegetación puede estar formada por árboles, arbustos y hierbas.
Según su vegetación pueden ser:
- Monte arbolado: equivalente a terreno boscoso.
- Monte desarbolado: terreno de hierbas y arbustos.

Técnicamente en selvicultura se define:
- Monte alto: aquel en el que la gran mayoría de los árboles (más del 80 % de los pies) proceden de semilla.
- Monte bajo: la mayoría de los árboles (más del 80 % de los pies) tienen su origen a través de brotes de cepa o de raíz

## En España
Un monte es, de acuerdo con la Ley de Montes (Ley 43/2003,  de 21 de noviembre de 2003, BOE 280 de 22 de noviembre de 2003) "todo terreno en el que vegetan especies forestales arbóreas, arbustivas, de matorral o herbáceas, sea espontáneamente o procedan de siembra o plantación, que cumplan o puedan cumplir funciones ambientales, protectoras, productoras, culturales, paisajistas o recreativas.
Tienen también la consideración de monte:
- Los terrenos yermos, roquedos y arenales.
- Las construcciones e infraestructuras destinadas al servicio del monte en el que se ubican.
- Los terrenos agrícolas abandonados que cumplan las condiciones y plazos que determine la comunidad autónoma, y siempre que hayan adquirido signos inequívocos de su estado forestal.
- Todo terreno que, sin reunir las características descritas anteriormente, se adscriba a la finalidad de ser repoblado o transformado al uso forestal, de conformidad con la normativa aplicable.

No tienen la consideración de monte:
- Los terrenos dedicados al cultivo agrícola.
- Los terrenos urbanos y aquellos otros que excluya la comunidad autónoma en su normativa forestal y urbanística."

## En Argentina
El monte es una ecorregión de la Argentina con predominio de vegetación de arbustos ubicada en la diagonal árida de América del Sur desde el sur de la Puna hasta el golfo San Matías. Se subdivide en dos subregiones:
- Monte de sierras y bolsones: al norte.
- Monte de llanuras y mesetas: al sur.

## En los Andes centrales

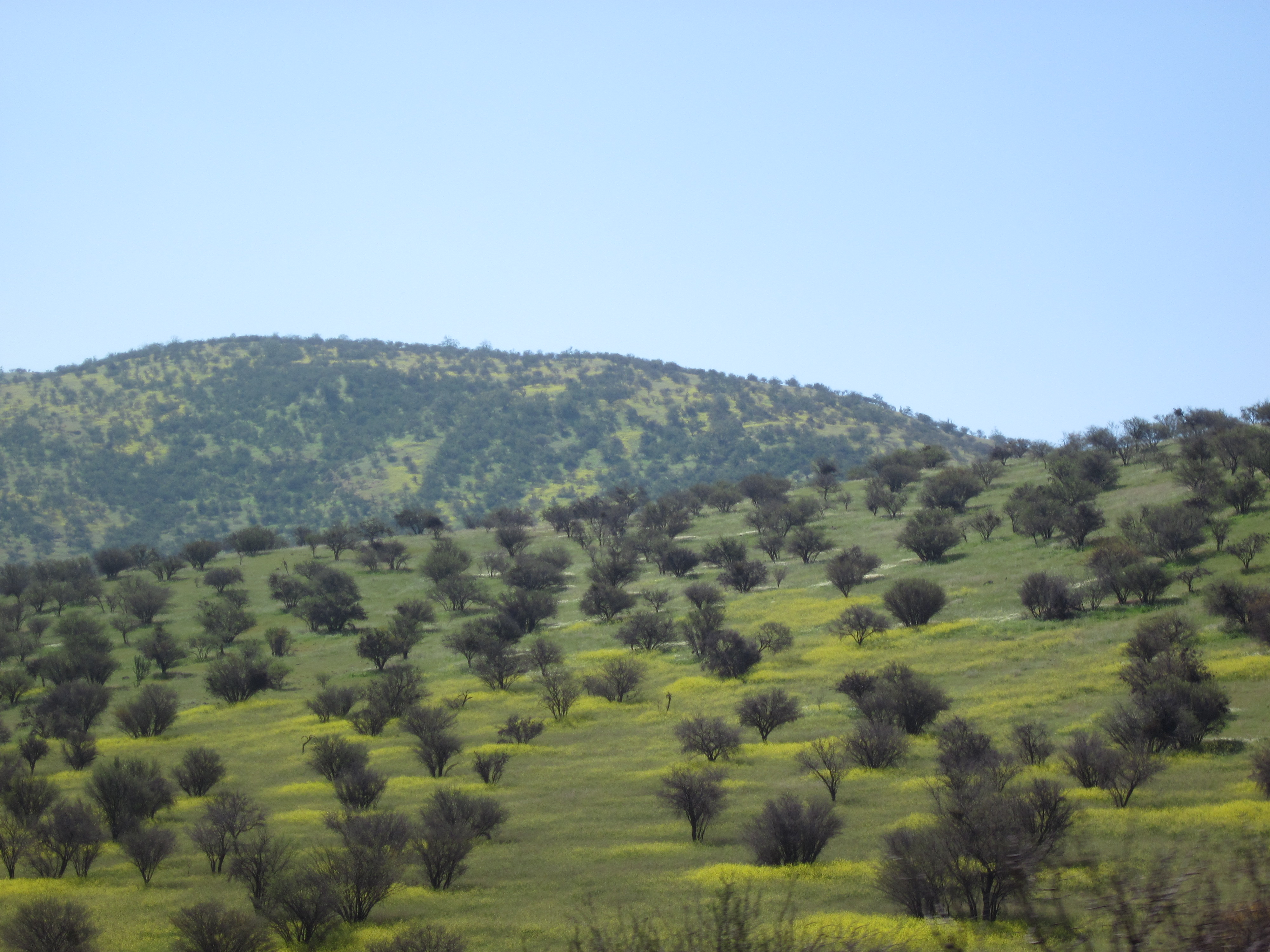
Matorral, una forma especial de monte.

En Perú y Bolivia, monte es una referencia del habla popular a las áreas montañosas no habitadas de bosques y arbustos. En el Perú suele ser una equivalencia a la llamada región de la selva alta, cuya parte más elevada (monte chico o bosque enano) presenta árboles de porte menor y arbustos. En Bolivia suele ser equivalente a los bosques de los Yungas, mientras ceja de monte se refiere a la parte más elevada del bosque andino.

## En México
Vegetación que crece en zonas donde hay humedad o un suelo fértil, se compone de pequeños arbustos y normalmente son cortados para evitar que estos crezcan demasiado y para mejorar el aspecto del suelo. Este tipo de vegetación resulta el escondite de diversos insectos, como el jumil o chinche de monte. 

## En Chile
Usualmente a los montes, en cuanto vegetación, suele llamársele matorral, y colinda con cerros o algunos llanos. Predominan en la zona central del país. 